# Montblainville
Montblainville är en kommun i departementet Meuse i regionen Grand Est (tidigare regionen Lorraine) i nordöstra Frankrike. Kommunen ligger i kantonen Varennes-en-Argonne som tillhör arrondissementet Verdun. År 2022 hade Montblainville 57 invånare.

## Befolkningsutveckling
Antalet invånare i kommunen Montblainville
| Referens: INSEE |